# Городское поселение Электроугли
Городско́е поселе́ние Эле́ктроу́гли — упразднённое муниципальное образование в составе бывшего Ногинского муниципального района Московской области. Административный центр — город Электроугли. Образовано 1 января 2006 года.

## География
Городское поселение Электроугли располагается на юго-западе Ногинского района. На севере граничит с городским поселением Старая Купавна, на северо-востоке — с сельским поселением Аксёно-Бутырским, на востоке — с городским поселением имени Воровского, на юге — с сельским поселением Вялковским Раменского района, на западе — с городским округом Балашиха. Площадь территории муниципального образования — 5842 га.

## Население
| 2006    | 2007    | 2008    | 2009    | 2010    | 2011    | 2012    | 2013    | 2014    |
| ------- | ------- | ------- | ------- | ------- | ------- | ------- | ------- | ------- |
| 20 341  | ↗21 175 | ↘20 641 | ↗21 290 | ↗21 464 | ↗21 777 | →21 777 | ↗21 919 | ↗22 103 |
| 2015    | 2016    | 2017    | 2018    |         |         |         |         |         |
| ↘22 095 | ↗22 103 | ↗22 240 | ↗22 418 |         |         |         |         |         |

## История
Городское поселение Электроугли образовано в марте 2005 года, в его состав вошли:
- Электроугли — город;
- 2-й Бисеровский  участок.
- Вишняково — деревня.
- Кролики — деревня.

## Состав городского поселения
| № | Населённый пункт        | Тип населённого пункта        | Население |
| - | ----------------------- | ----------------------------- | --------- |
| 1 | 2-й Бисеровский участок | посёлок                       | ↘64       |
| 2 | Булгаково               | деревня                       | ↘73       |
| 3 | Вишняково               | деревня                       | ↘464      |
| 4 | Исаково                 | деревня                       | ↘368      |
| 5 | Кролики                 | деревня                       | ↘0        |
| 6 | Марьино                 | деревня                       | ↗359      |
| 7 | Электроугли             | город, административный центр | ↘17 793   |

Деревни Булгаково, Исаково и Марьино образованы в 2010 году.

## Местное самоуправление
Главы муниципального образования
- 4 сентября 2005 года Главой муниципального образования «Городское поселение Электроугли» путём голосования жителей был избран Сорокин Виктор Евгеньевич. В апреле 2007 года он подал в отставку с формулировкой «по собственному желанию».
- 2 сентября 2007 года на досрочных выборах Главой поселения был избран Бусов Юрий Васильевич.

Председатели Совета депутатов
- Бобров Владимир Иванович
- 16 сентября 2014 года избран Королёв Алексей Валерьевич.